# Fregattenleutnant

Insigne de Fregattenleutnant

Fregattenleutnant (en hongrois : Fregatthadnagy, en français : « Lieutenant de frégate ») était un grade d’officier de la marine austro-hongroise. C’était l’équivalent de l'Oberleutnant de l’armée de terre austro-hongroise, ainsi que de l'Oberleutnant zur See de la marine impériale allemande. En ce qui concerne le code de grade OTAN moderne, il pourrait être comparé à OF-1a (senior).
Le grade de Fregattenleutnant était réservé aux officiers professionnels. Il était supérieur au Korvettenleutnant (un grade d’officier de réserve) et inférieur au Linienschiffsleutnant. Jusqu’en 1908, le grade s’appelait Linienschiffsfähnrich (enseigne de vaisseau). Le grade équivalent de l’armée avait déjà été aboli en 1859-1860.
Les officiers professionnels sautaient ce grade de Korvettenleutnant et étaient régulièrement promus de Seefähnrich à Fregattenleutnant (également OF-1a), le grade immédiatement supérieur, comparable à Oberleutnant zur See.
Le nom du grade a été choisi en fonction de la division des navires de guerre en catégories de navires spécifiques au début du XIXe siècle, par exemple corvette (en allemand : Korvette), frégate (en allemand : Fregatte) et navire de ligne (en allemand : Linienschiff). Dans la marine austro-hongroise, les désignations de grade appropriées étaient attribuées comme suit pour les officiers supérieurs :
- Korvettenkapitän OF-3 (équivalent à Major dans la Deutsches Heer)
- Fregattenkapitän OF-4 (équivalent à Oberstleutnant dans la Heer)
- Linienschiffskapitän OF-5 (équivalent à Kapitän zur See dans la deutsche Marine, ou Oberst dans la Heer)

D’après ce schéma, les désignations de grade d’officiers subalternes étaient dérivées comme suit :
- Korvettenleutnant OF-1b (équivalent de Leutnant zur See dans la deutsche Marine, ou Leutnant dans la Heer)
- Fregattenleutnant OF-1a (équivalent de Oberleutnant zur See dans la deutsche Marine, ou Oberleutnant dans la Heer)
- Linienschiffsleutnant OF-2 (équivalent à Kapitänleutnant dans la deutsche Marine, ou Hauptmann dans la Heer)

Cette séquence de grades se retrouve dans la Marine militaire croate d’aujourd’hui.
Un Fregattenleutnant pouvait être commandant d’un navire de surface de petit tonnage, par exemple un torpilleur. Pendant la Première Guerre mondiale, un Fregattenleutnant pouvait servir, par exemple, comme pilote dans l’aviation navale de la K.u.K. marine,.

## Autres pays
La désignation Fregattenleutnent a été utilisée de manière continue dans les forces navales de l’ex-Yougoslavie et en tant qu’officier subalterne (OF-1a) dans les forces navales modernes de Croatie, de Slovénie et de Serbie.